# 2991 Bilbo
2991 Bilbo è un asteroide della fascia principale. Scoperto nel 1982, presenta un'orbita caratterizzata da un semiasse maggiore pari a 2,3379928 UA e da un'eccentricità di 0,2197875, inclinata di 5,14707° rispetto all'eclittica.
Il nome dell'asteroide è dedicato a Bilbo Baggins, personaggio di Arda, l'universo immaginario fantasy creato dallo scrittore inglese J. R. R. Tolkien.